# Pachycondyla williamsi
Pachycondyla williamsi är en myrart som först beskrevs av Wheeler och Chapman 1925.  Pachycondyla williamsi ingår i släktet Pachycondyla och familjen myror. Inga underarter finns listade i Catalogue of Life.